# Махикан
Махикан (также известен как могиканский) — вымерший язык восточноалгонкинской группы алгонкинской ветви алгской семьи. Был распространён на территории современного Нью-Йорка и Вермонта среди могикан.

## Фонетика

### Согласные
|               | Губно-губные | Альвеолярные | Постальвеолярные | Палатальные | Велярные | Лабиовелярные | Увулярные | Глоттальные |
| ------------- | ------------ | ------------ | ---------------- | ----------- | -------- | ------------- | --------- | ----------- |
| Носовые       | m            | n            |                  |             |          |               |           |             |
| Взрывные      | p            | t            |                  |             |          | kʷ            |           |             |
| Аффрикаты     |              | t͡s           | t͡ʃ               |             |          |               |           |             |
| Фрикативные   |              | s            | ʃ                |             | x        |               | χ         | h           |
| Аппроксиманты |              |              |                  | j           |          | w             |           |             |

### Гласные
|                   | Передние | Ненапряж. передние | Средние | Задние | Задние |
| ----------------- | -------- | ------------------ | ------- | ------ | ------ |
| Верхние           | i        |                    |         | u      | u      |
| Ненапряж. верхние |          | ɪ                  |         |        |        |
| Средне-верхние    | e        |                    |         | o      | o      |
| Средние           |          |                    | ə       |        |        |
| Средне-нижние     | ɛ        |                    |         | ʌ      | ɔ      |
| Нижние            | a ː      |                    |         |        |        |
| Носовые           | ã        |                    |         |        |        |

Дифтонги: [aɪ], [aʊ].

## Примеры могиканских слов
В данной таблице представлены примеры могиканских слов, записанных сначала в лингвистически ориентированной транскрипции, а затем — в практической трансрипции, которая была использована в лингвистически близком диалекте, мунси. Лингвистическая система использует точку посередине (·) для указания долготы гласного. Для изображения напряжения используется акут. Безголосая или тихая /ă/ обозначена бревисом (˘). Аналогично бревис используется для обозначения короткого [ə], что обычно происходит перед звонкой согласной, после которой идёт гласная. Практическая система показывает долготу гласных путём их удвоения, и поддерживает знаки лингвистической системы для изображения напряжения и безголосых/коротких гласных. Практическая система использует ⟨sh⟩ для фонетического символа /š/, и ⟨ch⟩ для фонетического символа /č/.
| Лингвистическая | Практическая | Перевод                  |
| --------------- | ------------ | ------------------------ |
| xí·kan          | xíikan       | нож                      |
| kə̆tahəwá·nun    | ktahwáanun   | Я тебя люблю             |
| stá·w           | stáaw        | огонь                    |
| wənáyəw         | wunáyuw      | он хороший               |
| wtayá·tamun     | wtayáatamun  | он требует или хочет это |

| Лингвистическая | Практическая | Перевод            |
| --------------- | ------------ | ------------------ |
| təmahí·kan      | tmahíikan    | топор              |
| wəmí·san        | wmíisan      | его старшая сестра |
| tá·páwá·š       | táapáwáash   | семь               |
| ahtá·w          | ahtáaw       | именно там         |
| nəmá·sak        | nmáasak      | рыбы               |

| Лингвистическая | Практическая | Перевод          |
| --------------- | ------------ | ---------------- |
| ntah            | ndah         | моё сердце       |
| ni·tá·kan       | niitáakan    | мой старший брат |
| mpəy            | mbuy         | вода             |
| kíhkayi·t       | kíhkayiit    | главный          |
| na·ní·wi·       | nanníiwih    | девять           |

| Лингвистическая | Практическая   | Перевод     |
| --------------- | -------------- | ----------- |
| sí·pəw          | síipuw         | река        |
| nəyáh nkí·spih  | nuyáh ngíispih | я полон     |
| nətahəwá·tamun  | ndahwáatamun   | я люблю это |
| máxkw           | máxkw          | медведь     |
| só·kənan        | sóoknan        | идёт дождь  |

### Числительные
| Практическая | Перевод |
| ------------ | ------- |
| ngwútah      | один    |
| níisah       | два     |
| naxáh        | три     |
| náawah       | четыре  |
| náanan       | пять    |
| ngwútaash    | шесть   |
| taapáwaash   | семь    |
| xáasoh       | восемь  |
| naaníiwih    | девять  |
| mdáanut      | десять  |